# Straßgang

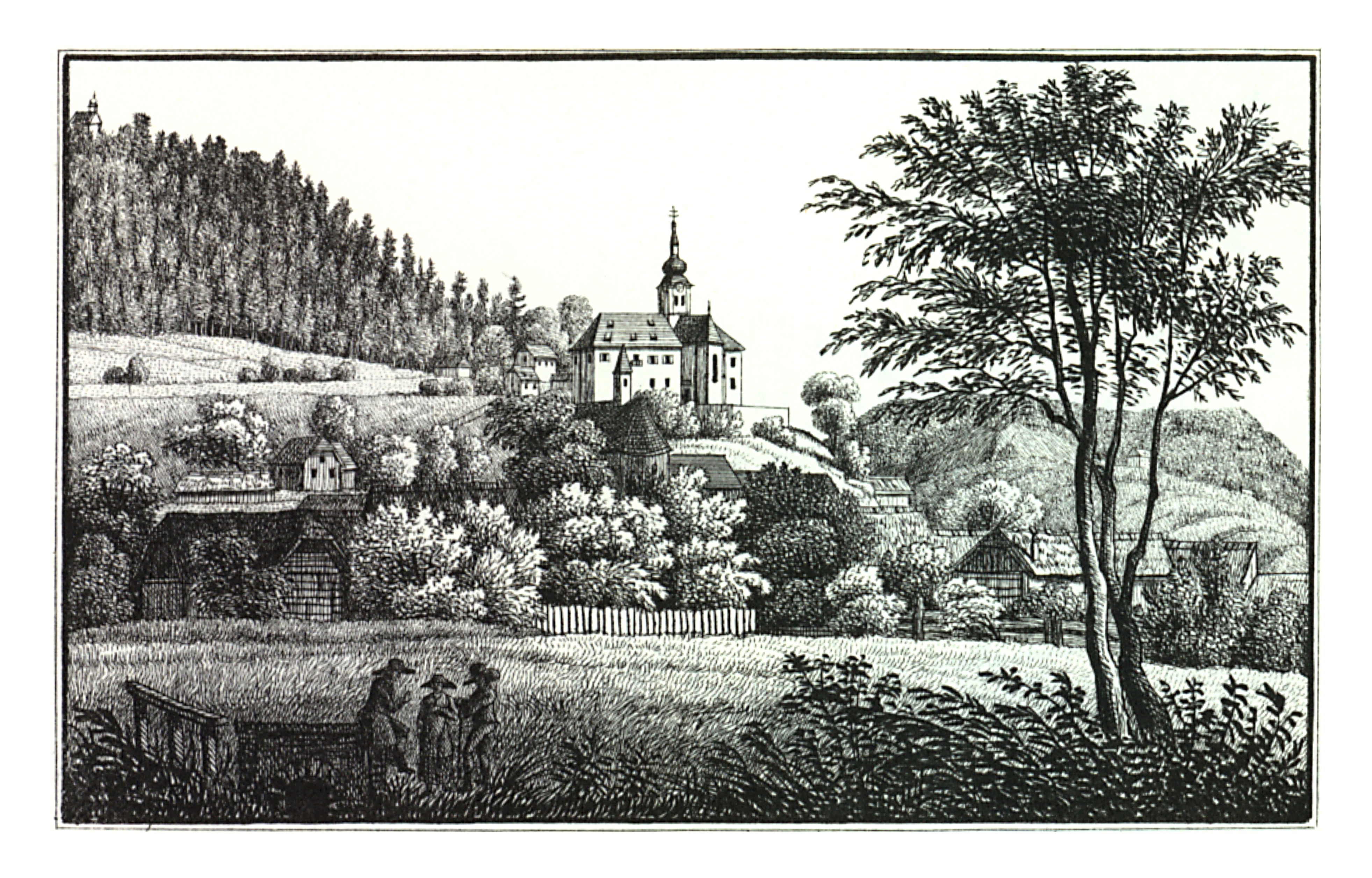
Straßgang mit der Florianskirche um 1830, Lith. Anstalt J.F. Kaiser, Graz

Straßgang (slawisch straža = Warte, Wachturm) ist der 16. Stadtbezirk der steirischen Landeshauptstadt Graz.
Er liegt im Südwesten von Graz am Fuß von Buchkogel und Florianiberg. Er deckt den westlichen Teil der gleichnamigen Katastralgemeinde ab (der östliche liegt seit 1988 im Bezirk Puntigam) und umfasst auch den größten Teil der KG Webling.

## Geschichte

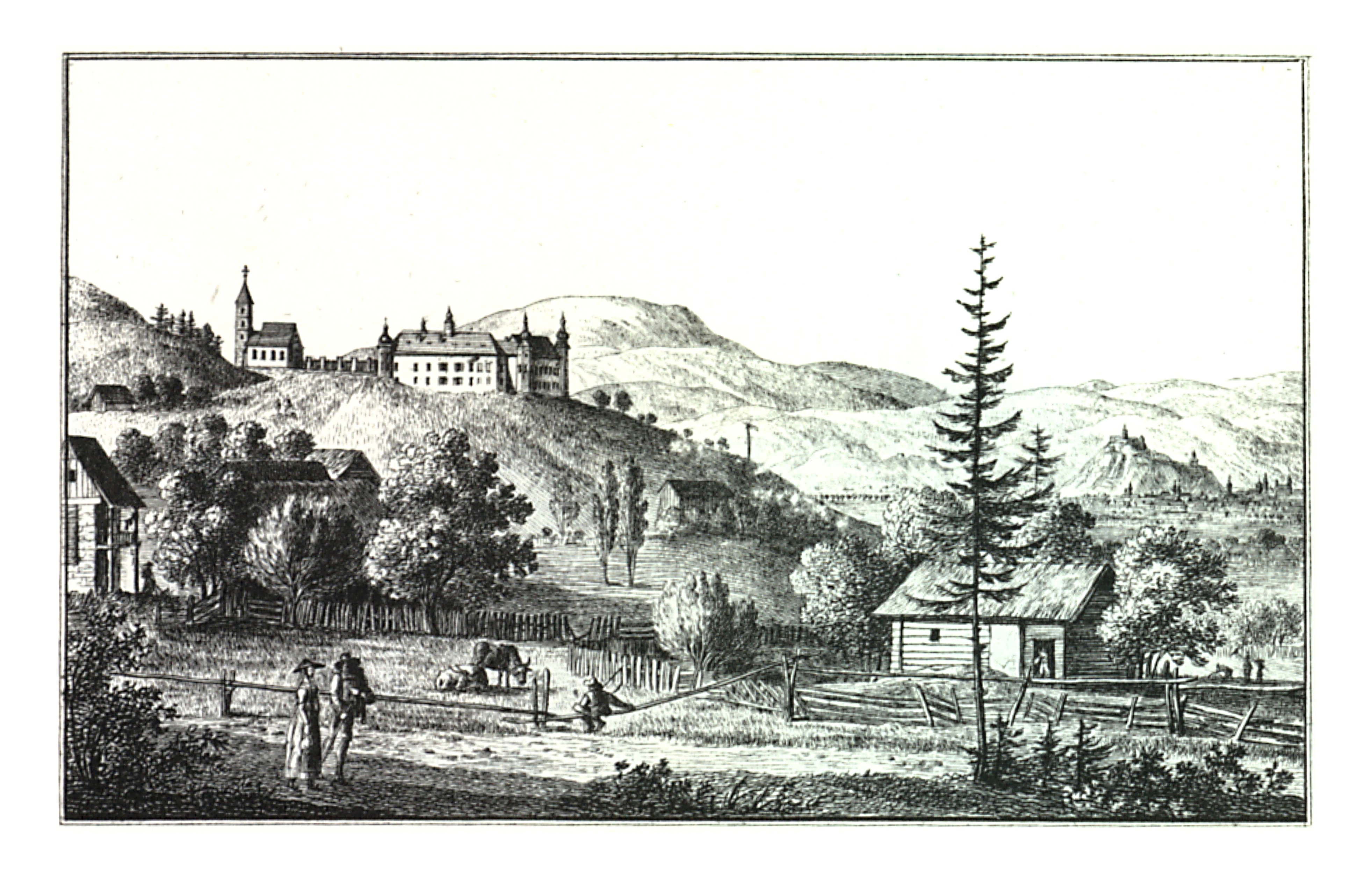
Das admontische Schloss St. Martin um 1830, im Hintergrund der Schloßberg

Der Ort Straßgang liegt an einem alten, schon in der Römerzeit genutzten Verkehrsweg. Der Ort, der von den Aribonen kultiviert worden war, wurde 1055 von Kaiser Heinrich III. diesem Adelsgeschlecht wegen Teilnahme an einer Empörung entzogen und ans Erzstift Salzburg übertragen. Der Name des Gebietes um die südlichere Harterstraße (Hart, einst Hartwigesdorf) geht auf seinen Gründer Pfalzgraf Hartwig I. von Bayern († 985, Vorläufer der Aribonen im Pfalzgrafenamt) zurück. Das Dorf Straßgang wurde 1938 gemeinsam mit Puntigam zum 16. Grazer Bezirk. 1988 wurde Puntigam zum neuen (17.) Grazer Gemeindebezirk.

## Kultur und Sehenswürdigkeiten
Bauwerke
- Kirche Maria im Elend zu Straßgang: Marienkirche mit romanischem Kern aus dem frühen 12. Jahrhundert, 1461 spätgotisch erweitert. In der Nordkapelle Altarbild von Hans Adam Weissenkircher (1686). Die Kirche liegt mit dem Friedhof in beherrschender Lage etwa 50 m über dem Ortskern.
- Schloss St. Martin ist seit 1144 als Propstei des Stiftes Admont nachgewiesen. 1557 wurde es zu einem Renaissanceschloss umgebaut. Im 19. Jahrhundert gehörte der groß angelegte Park Bei den Weihern (als ad Wiarn bereits seit 1185 nachgewiesen), der mit zahlreichen Teichen, Alleen und Grotten rund um die Quelle des Bründlbaches gestaltet war, zum Schloss. Seit 1914 wird das Gebäude als Volksbildungsheim genutzt. Seit 1936 ist es im Besitz des Landes Steiermark.
- Schlosskirche St. Martin: Die Innenausstattung der separat stehenden Schlosskirche aus den Jahren 1738–1742 ist eines der Hauptwerke von Josef Stammel.
- Kirche St. Florian (1597)
- Rupertikirche: Erstmals urkundlich 1354 erwähnt, allerdings ist der Bau im Kern frühromanisch oder sogar karolingisch (Ende des 9. Jahrhunderts), somit ist sie vielleicht die älteste Kirche im Grazer Stadtgebiet.[6]

## Wirtschaft und Infrastruktur
- kleinere Industrie- und Gewerbebetriebe z. B. Druckereien Alfred Wall AG und Leykam, Elin (Elektroprodukte), Wo&Wo, Fischer&CO (Klimatechnik), MEWA und Anton Paar
- Dienstleistungsbetriebe
- einige Einkaufszentren
- LKH Graz II Standort Süd vorm. Landesnervenklinik Sigmund Freud (LSF): Landesnervenkrankenhaus, 1872 als „Irrenanstalt Am Feldhof“ errichtet.
- Am Kehlberg, dem Südabhang des Buchkogels, liegt eines von nur zwei Grazer Weinbaugebieten.
- Kärntner Straße (Hauptausfallstraße nach Südwesten) und die Stadtautobahn, ein Teilstück der A9, stellen eine große Verkehrsbelastung für den Bezirk dar.
- Südportal des Plabutschtunnels der Pyhrn Autobahn (eröffnet 1987)
- Die Graz-Köflacher Eisenbahn, die ursprünglich für den Kohletransport aus dem Köflacher Bergbaugebiet errichtet wurde, stellt heute ein rasches Transportmittel in die Grazer Innenstadt sowie in die Weststeiermark dar.
- Naturbad mit einer Wasserfläche von 11.000 m², Naturschotterboden, großen Grünflächen.
- Standort der Landesleitstelle Steiermark des Roten Kreuzes, welche von hier zentral den Rettungsdienst im Bundesland koordiniert, sowie einer Rettungswache.